# Сура Аль-Мульк
Сура Аль-Мульк (араб. سورة الملك‎) або Влада — шістдесят сьома сура Корану. Мединська, містить 30 аятів.